# Phalangopsis arenita
Phalangopsis arenita – gatunek prostoskrzydłego z rodziny Phalangopsidae.
Gatunek ten opisany został w 2008 roku przez Carinę Mews i Carlosa Sperbera.
Samce mają ciało długości od 15,4 do 16,9 mm, a samice od 17 do 17,1 mm. Ubarwienie jest głównie żółtawo jasnobrązowe; ciemnobrązowe są przedplecze i szczyt głowy, a białe brzegi przednich skrzydeł. Głowa oprócz oczu złożonych ma trzy zredukowane przyoczka rozmieszczone na planie trójkąta równobocznego. Przednie skrzydła zakrywają pierwszy tergit odwłoka; są zaokrąglone i wyposażone w żyłkę strydulacyjną oraz złożoną z 24 ząbków pars stridens. Narząd tympanalny mieści się na zewnętrznej powierzchni goleni przednich odnóży. Samca charakteryzują szerokie paramery pseudepifallusa, sięgające szczytu haczykowatych płatów pseudepifallicznych. Samica ma brązowe pokładełko długości 14,5 do 15,5 mm i długie, prawie kanciaste papille kopulacyjne.
Prostoskrzydły neotropikalny, znany tylko z brazylijskiego stanu Amazonas.